# 埃斯泰因二世
埃斯泰因·哈拉爾松（約1125年—1157年），挪威國王（1142年－1157年），是為埃斯泰因二世。埃斯泰因二世是挪威國王哈拉爾·吉勒與他的妾侍比亚佐克的兒子。他與他的同父異母兄弟英格一世及西居爾二世（弟弟馬格努斯·哈拉爾松統治時年幼並時間不長，所以並不是正式的國王）共治。 在挪威內戰時期的早期階段，他在與他的兄弟英格一世的權力鬥爭中喪生。

## 生平
埃斯泰因出生於蘇格蘭，是哈拉爾·吉勒（1130年至1136年為挪威國王）與一位名叫比亚佐克的女人誕下的兒子。埃斯泰因出生後在愛爾蘭或蘇格蘭（埃斯泰因出生的地方）長大。當哈拉爾·吉勒於1127年前往挪威向皇室提出是前任國王馬格努斯三世的兒子時，埃斯泰因並沒有和他一起去。 然而，哈拉爾·吉勒讓人知道他在來挪威之前已經有了一名兒子。
埃斯泰因首次出現在薩迦中是於1142年，當時有幾名挪威貴族向西方旅行並從蘇格蘭帶埃斯泰因回到挪威。他的母親帶着埃斯泰因去了挪威。他在挪威被擁立成為是國王，並與他的弟弟們分享王國。這個王國並沒有分裂領土，所有兄弟似乎都在該國各地享有同等的王權。在他們統治期間於1152年在尼德羅斯（特隆赫姆）建立了獨立的挪威大主教區。
根據挪威列王傳和奧克尼伯爵薩迦，在十一世紀五十年代初期，國王埃斯泰因二世繼續向蘇格蘭和英格蘭進行遠征活動。他在凱瑟尼斯俘虜了奧克尼伯爵哈拉德·麥達德森，迫使他交出一筆可觀的贖款。然後，他繼續沿著蘇格蘭和英格蘭海岸掠奪，攻擊鴨巴甸、哈特爾浦和惠特比，這次遠征讓人想起早前的維京探險隊。

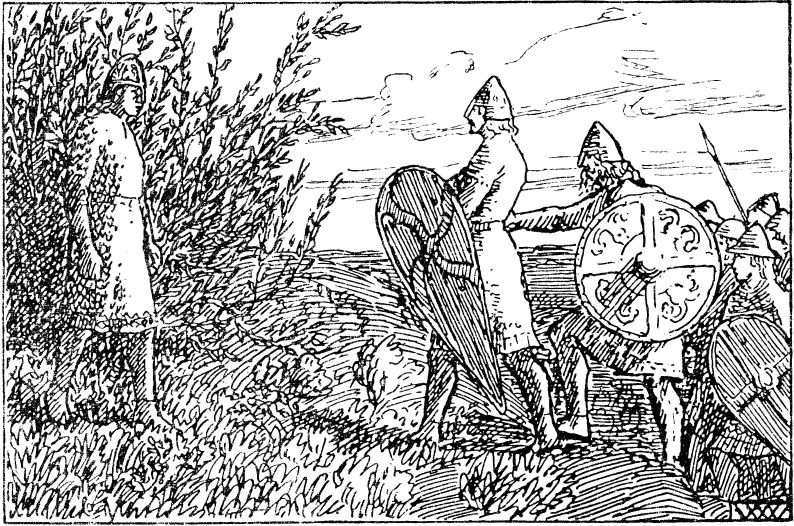
藝術家威廉·韋特萊森於1899年出版的挪威王列傳中所想像出來的國王埃斯泰因被俘虜的畫像

根據薩迦記載，只要他們的監護人還活著，三兄弟之間的關係就能和平共處。隨著兄弟們長大，出現了緊張局勢。1155年，他們三人都準備在卑爾根舉行會議，以保持和平，但是卻導致英格與西居爾二世的部下之間爆發戰鬥，並導致西居爾二世被殺。埃斯泰因去會議時遲到，在西居爾二世被殺後才到達城外。最終英格一世和埃斯泰因二世達成了不容易的解決方案。卑爾根的戰鬥原因仍有爭議。根據薩迦記載，埃斯泰因二世和西居爾二世曾策劃剝奪英格的國王頭銜，並將他的勢力二人平分。一些現代歷史學家懷疑這個版本，認為它是英格一世為自己的侵略行為進行辯解的藉口。無論如何，在1155年事件之後，英格和埃斯泰因之間的和平並沒有持續很長時間。1157年，雙方聚集他們的部隊進行對抗。英格的力量遠超埃斯泰因的力量，當他們相遇時，在莫斯特附近的西岸，埃斯泰因的軍隊被擊潰。埃斯泰因被迫逃離，前往奧斯陸峽灣地區的維肯。同年晚些時候埃斯泰因二世被自己的親信遺棄，滯留在布胡斯，並被綁架者殺死。國王英格一世是否命令殺死兄長埃斯泰因二世似乎在當時是一個有爭議的問題。埃斯泰因二世的屍體被埋葬在布胡斯的科斯教堂。根據挪威列王傳的記載，當地居民開始崇拜埃斯泰因二世作為當地聖徒。

## 後記
埃斯泰因二世被殺後，西居爾和埃斯泰因的支持者聚集並支持西居爾的兒子（寬膊的）哈康二世。他們重新開始與英格一世戰鬥。在所謂的挪威內戰的早期階段，他們繼續對英格一世進行戰爭，這個時期將持續到1240年。這些薩迦描寫埃斯泰因和他的兄弟西居爾的事績相當負面，他們通常選擇將英格描繪成三兄弟的統治者。挪威王列傳形容埃斯泰因二世為：
埃斯泰因國王膚色黝黑，身材中等，是一位謹慎而有能力的人；但是因為他的貪婪和狹隘，剝奪部下對他的掛慮和受歡迎程度“。
埃斯泰因二世與挪威女拉格纳·尼高娜斯多塔結婚。他的私生子埃斯泰因·梅拉於1176年被Birkebeiner黨宣佈為國王，但在一年後被擊敗並被殺害。

## 來源
埃斯泰因二世的統治主要由國王薩迦挪威王列傳、Fagrskinna、Morkinskinna和Ágrip。這前三本基本是至從舊的傳記故事Hryggjarstykki上寫的，這本傳記寫於1150年至1170年之間，因此是一個近乎當代的來源。這個傳奇本身最後並沒有得到保留。

## 其他參考書目
- Matthew James Driscoll (ed.); (1995). Agrip Af Noregskonungasogum. Viking Society for Northern Research. ISBN 0-903521-27-X
- Kari Ellen Gade & Theodore Murdock Andersson (eds.);  (2000) Morkinskinna : The Earliest Icelandic Chronicle of the Norwegian Kings (1030–1157) （页面存档备份，存于）. Cornell University Press. ISBN 0-8014-3694-X
- Alison Finlay; editor and translator (2004). Fagrskinna, a Catalogue of the Kings of Norway. Brill Academic Publishers. ISBN 90-04-13172-8
- Snorri Sturluson; translator Lee M. Hollander (repr. 1991). Heimskringla: History of the Kings of Norway （页面存档备份，存于）. University of Texas Press. ISBN 0-292-73061-6

| 埃斯泰因·哈拉爾松吉勒王朝金髮王朝的分支出生于：約1125年逝世於：1157年 | 埃斯泰因·哈拉爾松吉勒王朝金髮王朝的分支出生于：約1125年逝世於：1157年                                                        | 埃斯泰因·哈拉爾松吉勒王朝金髮王朝的分支出生于：約1125年逝世於：1157年 |
| 統治者頭銜                                                            | 統治者頭銜 | 統治者頭銜                                                            |
| --------------------------------------------------------------------- | --- | --------------------------------------------------------------------- |
| 前任者： 英格一世及西居爾二世                                         | 挪威國王 1136年–1155年 與英格一世同時在任 （1136年–1157年） 西居爾二世 （1142年–1155年） 馬格努斯·哈拉爾松 （1142年–1145年） | 繼任者： 英格一世 及哈康二世                                          |